# Zdzisław Szambelan
Zdzisław Jan Szambelan (ur. 10 lipca 1949 w Łodzi) – polski geodeta, urzędnik, dyrektor Wojewódzkiego Biura Geodezji i Terenów Rolnych w Łodzi w Łodzi (2008–2015).

## Życiorys
Szambelan od 1992 pracował w Urzędzie Miasta Łodzi. Był pełnomocnikiem Prezydenta Miasta Łodzi reprezentował Miasto przed wieloma organami administracji rządowej oraz sądami w sprawach spornych związanych z nabywaniem mienia komunalnego na rzecz gminy. Był zastępcą dyrektora Wydziału Geodezji, Katastru i Inwentaryzacji Urzędu Miasta Łodzi, następnie dyrektorem Wojewódzkiego Biura Geodezji i Terenów Rolnych w Łodzi (2008–2015). Jest współautorem licznych publikacji poświęconych historii geodezji i kartografii na terenie Łodzi.

## Odznaczenia
- Srebrna odznaka „Za zasługi w dziedzinie geodezji i kartografii” (1978),
- Złota odznaka „Za zasługi w dziedzinie geodezji i kartografii” (1985)[6],
- Złota Odznaka Honorowa Stowarzyszenia Geodetów Polskich (1999)[7]
- Odznaka „Za Zasługi dla Miasta Łodzi” (2008)[8],
- Odznaka honorowa „Za Zasługi dla Geodezji i Kartografii” (2016)[3],
- Medal „Amigo Societas” Stowarzyszenia Geodetów Polskich[6].

## Publikacje
- Rozwój terytorialny Łodzi w świetle dokumentów i źródeł kartograficznych, [w:] Stępniewski M., Szambelan Z., Rocznik Łódzki, t. 56, 2009,
- Maciej Janik, Jacek Kusiński, Mariusz Stępniewski, Zdzisław Szambelan, Łódź na mapach 1793–1939, Wydawnictwo Jacek Kusiński, 2012, ISBN 978-83-927666-3-6.